# ドラゴンクエストタクト
『ドラゴンクエストタクト』 （DRAGON QUEST TACT）は、スクウェア・エニックスより配信されているスマートフォン・タブレット端末用ゲームアプリ。2020年7月16日サービス開始。基本プレイ無料（アイテム課金制）。ジャンルは「タクティカルRPG」で、ドラゴンクエストシリーズでは初のシミュレーションRPGとなる。略称は「DQタクト」、「DQT」。Google Play ベスト オブ2020において、エキサイティング部門大賞を受賞。

## ゲームシステム
戦闘
マス目状になったフィールドの上で行われる。プレイヤーは最大5体の仲間キャラクターを指揮し、敵キャラクターを全滅させるとステージクリアとなる。
キャラクターによって様々な「とくぎ」を持っており、敵の弱点を突くと有利に戦闘を進められる。仲間キャラクターは、チケットやジェムで引くことができるスカウト（ガチャ）か、イベントやストーリーを進めることで手に入れることが可能。
ギルド
ストーリークエスト第1部5章9話をクリアすると解禁される。ギルドの設立には、300ジェム（ゲーム内の通貨）必要で、ギルドを設立した人がギルドマスターとなる。どこのギルドにも加入していなかったら、加入申請して加入することができ、自動申請のギルドだったら、申請することなく加入できる。
ギルドを脱退したい時は、ギルド情報画面内のギルド詳細タブから脱退できる。脱退後はしばらくの間だけギルドの加入や設立ができない。また、ギルドマスターはメンバーの追放することができたり、チャット機能でメンバーと自由に会話したりできる。ギルドに加入しているときに冒険すると、消費スタミナと同量の貢献ポイントがもらえる。
タクトポイント
敵を倒したり、レベルを上げたりすると、ポイントがもらえ、そのポイントで交換所でアイテムが買える。他に限定カードやメタルカードがあり、通常よりタクトポイントが貯まりやすい。

## ストーリー
「オルクステラ」はかつて、邪悪な魔王によって危機に陥るが、平和になった。
それから時が流れ、再びオルクステラに魔の手が迫っていた。一人のニンゲンがモンスターを指揮するふしぎなタクトを託され、ピンクモーモンのモナンやスライムのスラクトと一緒に冒険に出発する。
第1部・ブラバース大陸編
第2部・ウドイン大陸編
第3部・パッカソ大陸編
第4部・グリストン大陸編
第5部・キボドス大陸編
第6部・魔王城編

## 登場人物
マスター（デフォルト名/変更可）
本作の主人公。ふしぎなタクトを使い、仲間モンスターに指示を出す事ができるニンゲン。
モナン
頭に赤いリボンをつけたピンクモーモン。倒れていた主人公に興味を持ちついてくる。語尾に「なの」をつける話し方をする。
スラクト
戦闘は苦手だが物知りなスライム。背中にふしぎな力を持った巻物を背負っており、これにモンスターの情報が浮き出るので、これを利用してモンスターの情報を知ることができる。
ガルネ
イブリ村の長老。古びたキラーマシンの風貌をしている。
リンダ
モンスターが集う酒場を経営するリップス。

## その他
本作の公表前に、スクウェア・エニックスがAimingとともに本作の開発をしていることを知った人物が、Aimingの株式を買い付けていたというインサイダー取引が複数件判明している。
- 2019年11月下旬頃に情報を知ったスクウェア・エニックスの従業員（当時）は、その知人とともに、同年12月上旬から2020年2月上旬にかけてAimingの株式約16万2000株（約4720万円分）を買い付け、株式のインサイダー取引による金融商品取引法違反の疑いで2022年11月に逮捕された[7][8]。元従業員はミドルウェア関連の業務に関わっていた人物で、その知人もスクウェア・エニックスの過去作品に関わったことがある人物であった[9]。2023年6月8日、東京地裁は元従業員に対し懲役3年、執行猶予5年、罰金400万円、追徴金約1億7600万円の判決を言い渡した[10]。
- 2020年1月下旬頃に情報を知った中裕司は、Aimingの株式約1万株（約280万円分）を買い付け、同じく株式のインサイダー取引による金融商品取引法違反の疑いで2022年11月に逮捕された。中は2018年1月にスクウェア・エニックスに入社しており、2021年4月末に退社を報告していた[11]。2023年7月7日、東京地裁は中に対し懲役2年6月、執行猶予4年、罰金200万円、追徴金約1億7122万円の判決を言い渡した[12]。